# Детская (пионерская) железная дорога (Опава)
Де́тская (пионе́рская) желе́зная доро́га в Опа́ва — детская железная дорога, была расположенная в парке Готтвальдский сад в Опаве, Чехия. Ширина колеи — 1000 мм.

## История

### Проект дороги
23—24 апреля 1949 года в Опаве проходила конференция молодёжи, где и начала своё существование Пионерская организация. Было принято решение и о строительстве в городе детской железной дороги.
Прошло два года, прежде чем дорога была построена и началась её эксплуатация. В начале 1951 года появилась идея реконструировать Готтвальдские сады и превратить их в зону отдыха. Весной началась подготовка проекта реконструкции. В планах было провести реконструкцию в три этапа: на первом этапе предполагалось построить детскую железную дорогу с большим туннелем, на втором этапе — открытый театр на 6000 зрителей, а на последнем — спортивный комплекс возле пляжа на озере.
К середине апреля 1951 года проект уже был готов, и 15 апреля началась его реализация. Было проведены работы по подготовке земляного полотна. До 8 мая была готова насыпь. Вскоре была и уложена колея, шириной 1000 мм, из рельсов с желобками. Дорога представляла собой овал неправильной формы, который в двух местах пересекал канал. В местах пересечения были возведены металлические мосты с деревянным настилом, а возле озера — небольшой мост с настилом для пешеходной дорожки. Также была уложена одна водопропускная труба. Одновременно велись работы по строительству вокзала.
Летом также обсуждались планы по строительству в парке большого дома молодёжи, который объединил бы в себя детскую дорогу, стадион, зоопарк, детскую библиотеку и много других развлекательных заведений. Эти планы так и не были реализованы. Только в 1953 году был открыт дом пионеров недалеко от парка, где юные железнодорожники могли бы посещать теоретические занятия.

### Открытие дороги
На 14 августа 1951 года было намечено открытие дороги. Однако, из-за сильного дождя дорогу не успели вовремя доделать. Открытие было отложено на сентябрь, к тому времени успели достроить и туннель, который служил в качестве локомотивного депо.
16 сентября 1951 года была дорога открыта. Под лозунги «наши пионеры — залог мира!» поезд проехал свои первые круги. Организация движения ничем особо не отличалась от организации, принятой в те времена на детских дорогах СССР. К сожалению, скоро случилась серьёзная поломка задней оси мотовоза. Ось была довольно быстро заменена, всю зиму локомотив простоял в депо, а вагоны стояли снаружи, и стали жертвой хулиганов.

### Эксплуатация
1 мая 1952 года железная дорога была снова готова к эксплуатации. Однако её техническое состояние оставляло желать лучшего, в связи с чем был доставлен ещё один локомотив — автомотриса типа М 230.211 фирмы Кромаг, Австрия. Она начала ездить на дороге 23 мая 1952 года. Старый локомотив был списан и позже вывезен с дороги. Тем не менее, дорога продолжала постоянно испытывать проблемы с подвижным составом — практическии после каждого рейса автомотрису необходимо было ремонтировать, а острый дефицит запчастей не позволял сделать это вовремя. Также очень малая длина дороги и малый радиус кривых делали сложной её эксплуатацию — вести поезд нужно было очень аккуратно. С такими трудностями был закончен сезон 1953 года.
В 1954 году дорога была передана дому пионеров. Сезон этого года начался в срок. Но уже через 2 недели, 16 мая 1954 года дорога оказалась на грани закрытия — во время движения из вагона выпал сын одного из активистов. Несмотря на то, что ребёнок не пострадал, эксплуатация дороги была признана небезопасной и движение было приостановлено.

### Закрытие
Целый 1955 год дорога также не работала. Вскоре она перешла из подчинения дому пионеров в подчинение местного национального комитета. И только в 1957 году снова открылась.
8—9 июня 1957 года в Опаве проводился 2 пионерский слёт. Дорога была быстро отремонтирована и 9 июня снова заработала. К сожалению, это и был последний день работы дороги — после окончания слёта ей уже никто не занимался. Локомотив был вывезен через полгода, вагоны ещё долго стояли на территории парка, пока также не были вывезены в 1970 году. В 1958 году были разобраны вокзал, сняты рельсы и шпалы. В 1985 году был разобран и туннель. Неизвестно, остались ли ещё какие-то следы существования детской железной дороги.

## Время работы
Движение проводилось по воскресеньям.

## Подвижной состав
- двухосный мотовоз BN-15 R
- локомотив — автомотриса типа М 230.211 фирмы Кромаг, Австрия (эксплуатировалась с 23 мая 1952 года)
- открытые самодельные вагоны

### Локомотив
- В качестве локомотива был доставлен двухосный мотовоз типа BN-15 R, работающий на бензине. Локомотивчик весом 2 тонны мог развивать скорость 6-12 км/ч. Он также прошёл ремонт в локомотивном депо Опавы, в ходе которого был установлен новый металлический капот, поставлены двери и окна. Позже стёкла были демонтированы — при таких малых скоростях их посчитали ненужными.

- Локомотив — автомотриса типа М 230.211 фирмы Кромаг, Австрия. Была оснащена 4-х ступенчатой механической передачей, имела бензиновый двигатель мощностью 85 лошадиных сил и могла развивать скорость до 50 км/ч.

### Вагоны
В качестве вагонов были использованы списаные трамваи дореволюционной постройки, у них были демонтированы окна, крыша снижена, колея была увеличена с 900 мм до 1000 мм, а база увеличена с 1600 мм до 2000 мм.

## Вокзал
Вокзал был построен из белого кирпича, верхняя часть была обложена деревом. В вокзале было 4 комнаты:
- комната дежурного по станции с небольшим пультом,
- рядом была комната для юных железнодорожников со шкафом, креслами и столом;
- дальше была билетная касса
- зал ожидания.

Над широкой платформой был навес, в который было вмонтировано электрическое освещение, а посредине висела табличка с надписью «Опава, вокзал пионеров».